# Kiyomi Tsujimoto
Kiyomi Tsujimoto (辻元 清美?, Tsujimoto Kiyomi; Ōyodo, 28 aprile 1960) è una politica giapponese, membro della Camera dei rappresentanti giapponese per il 10º Distretto di Osaka e capo politico del Partito Democratico Costituzionale del Giappone fino al 2021. Dal 26 luglio 2022 è membro della Camera dei Consiglieri
È stata Ministro del Territorio, delle Infrastrutture, dei Trasporti e del Turismo (Gabinetto Yukio Hatoyama), Consigliere Speciale del Primo Ministro (responsabile delle attività di volontariato in caso di calamità) (2° Gabinetto rimescolato di Naoto Kan), Presidente del Consiglio politico del Partito socialdemocratico, Segretario generale ad interim del Partito progressista democratico, ex presidente della ricerca per gli affari politici del Partito democratico costituzionale, tra i fondatori di Peace Boat.

## Biografia
Kiyomi Tsujimoto è nata a Ōyodo, nella prefettura di Nara. È cresciuta a Takatsuki, nella prefettura di Osaka  Dopo il diploma di scuola superiore, ha lavorato per due anni come impiegata in un grande magazzino. Si è laureata in Scienze sociali presso la Waseda University nel 1987.

### Peace Boat
Mentre era ancora studentessa universitaria, nel 1983 Tsujimoto ha fondato la Peace Boat con altri studenti universitari e attivisti pacifisti come Makoto Oda, rappresentante dell'Associazione Beheiren ("Betonamu ni Heiwa o Shimin Rengo" — Citizen's League for Peace in Vietnam). Peace Boat è un'organizzazione di amicizia internazionale che "lavora per promuovere la pace, i diritti umani, lo sviluppo equo e sostenibile e il rispetto per l'ambiente" organizzando viaggi educativi globali. Con il suo crescente riconoscimento e sostegno internazionale, ha ottenuto lo status consultivo speciale presso il Consiglio economico e sociale delle Nazioni Unite. In quanto gruppo con sede in Giappone, critica il silenzio del governo giapponese sul suo passato aggressivo. Il primo viaggio della Peace Boat è avvenuto in paesi che erano stati invasi dal Giappone durante la seconda guerra mondiale e ha costantemente lavorato per la riconciliazione tra il Giappone e questi paesi. Suoi componenti hanno anche incontrato più volte Yasser Arafat; a causa del suo sostegno alle cause palestinesi, Israele ha rifiutato nel 2002 l'ingresso della "Barca della pace" nel paese. Tsujimoto ha anche lavorato a Osaka come coordinatore di un'organizzazione senza scopo di lucro e ha partecipato all'Earth Summit tenutasi a Rio de Janeiro nel 1992 in rappresentanza di una ONG.

## Carriera politica
Nel 1994, il Partito socialista giapponese (JSP) è salito al potere sotto Tomiichi Murayama  in coalizione con il Partito Liberal Democratico (LDP) e il Nuovo Partito Sakigake. Tuttavia l'LDP tornò al potere nel 1996 e il JSP crollò, con la maggior parte dei suoi membri che alla fine se ne andarono per unirsi al Partito Democratico del Giappone. La presidente Doi ha riformato il JSP nel Partito socialdemocratico (SDP); ha chiesto personalmente a Tsujimoto di candidarsi a Osaka, come parte della sua riforma dell'SDP per aumentare la rappresentanza delle donne e porre maggiore enfasi sull'attivismo di base. Tsujimoto è stata eletta alla Camera dei rappresentanti. Come deputata dell'opposizione, è diventata famosa come critica vocale del Partito Liberal Democratico conservatore e al potere e ha svolto un ruolo fondamentale nell'emanazione di leggi riguardanti la violenza domestica, l'uguaglianza di genere, la pornografia infantile e le attività delle organizzazioni senza scopo di lucro. Con una crescente popolarità come giovane politica carismatica, è stata scelta come uno dei giovani leader globali dal World Economic Forum nel 2000.
Tsujimoto ha anche sostenuto il dialogo piuttosto che il confronto con la Corea del Nord, proponendo che i rapimenti nordcoreani di cittadini giapponesi potessero essere risolti al meglio "incorporando la Corea del Nord come membro della società internazionale".

### Scandalo, dimissioni e ritorno
Kiyomi Tsujimoto è stata uno dei principali antagonisti di Muneo Suzuki durante gli scandali emersi nel 2002. Suzuki è stato infine incarcerato per frode.
Ma, a seguito delle tensioni interne tra i nuovi arrivati e i veterani dell'SDP, un membro dello staff del Partito Democratico del Giappone che aveva precedentemente lavorato per l'SDP ha accusato Tsujimoto di utilizzare lo stipendio del governo della sua segretaria per coprire le spese della campagna. Tsujimoto ha ammesso l'uso non autorizzato di fondi, ha rassegnato le dimissioni dal suo posto nella Dieta ed è stata condannata con sospensione della pena.
La sua carriera politica non era comunque finita. Si è candidata senza successo per un seggio alla Camera dei consiglieri nelle elezioni dell'11 luglio 2004, ma ha vinto un seggio di rappresentanza proporzionale per la Camera dei rappresentanti nelle elezioni dell'11 settembre 2005 che hanno riportato al potere anche il primo ministro Junichirō Koizumi. Il destino politico di Suzuki è stato parallelo a quello di Tsujimoto. Ha anche corso senza successo nel 2004 per un seggio alla Camera dei Consiglieri, ma è stato successivamente eletto alla Camera dei Rappresentanti nel 2005.

### Vice Ministro dei trasporti e del turismo
Nel settembre del 2009 è diventata vice ministro del territorio, delle infrastrutture, dei trasporti e del turismo nel gabinetto Yukio Hatoyama del governo democratico socialista. In un primo momento, Tsujimoto, che era il presidente della commissione per gli affari nazionali, rifiutò la richiesta di assumere l'incarico perché coinvolao negli affari del partito, ma il leader del partito, Mizuho Fukushima, aveva già accettato in una riunione di governo la nomina di Tsujimoto all'incarico di vice ministro.
Il 30 ottobre 2009 si è occupata della ristrutturazione della Japan Airlines. Ma le principali banche commerciali di JAL rifiutarono la richiesta di Tsujimoto per un prestito ponte di 100 miliardi di yen. I conti della JAL tornarono comunque a posto il 19 gennaio 2010. Sul fronte del turismo Tsujimoto ha cercato di facilitare i requisiti per i turisti cinesi nell'ottenere visti turistici riducendo anche il requisito del reddito annuo. Durante il suo mandato come vice ministro,  Tsujimoto fece un appello per l'introduzione di un nuovo "Akitsushima " per aumentare il potere di sicurezza della Guardia Costiera giapponese dopo avere constato che esisteva solo una grande motovedetta.